# Le Bal du vaudou
Pour plus de détails, voir Fiche technique et Distribution.
Le Bal du vaudou (Una gota de sangre para morir amando) est un film franco-espagnol réalisé par Eloy de la Iglesia, sorti en 1973.

## Synopsis
Dans un avenir dystopique où la société est régie par un état néo-fasciste, une série de crimes terrorise les habitants d'une grande ville. Ana, une infirmière, voit progressivement croître le nombre de victimes d'un assassin que la police échoue à arrêter. Ces victimes présentent toutes le même profil : ce sont des jeunes à problèmes. 
Un jour, David, un jeune délinquant, fait la connaissance d'Ana, et tous deux commencent à nouer une relation. 

## Fiche technique
- Titre : Le Bal du vaudou
- Titre original : Una gota de sangre para morir amando
- Titre anglais : Murder in a Blue World
- Réalisation : Eloy de la Iglesia
- Scénario : Eloy de la Iglesia, José Luis Garci, Antonio Fons, Antonio Artero, Georges Lebourg
- Musique : Georges Garvarentz
- Photographie : Francisco Fraile
- Montage : José Luis Matesanz
- Production :
- Langues : anglais
- Format :
- Genre : horreur
- Durée : 100 minutes
- Dates de sortie : 1973

## Distribution
- Sue Lyon : Ana Vernia
- Christopher Mitchum : David
- Jean Sorel : Dr. Victor Sender
- Ramón Pons : Toni
- Charly Bravo : Bruno
- Alfredo Alba : Román Mendoza
- Antonio del Real : Mick
- David Carpenter : Phil
- Ramón Tejela : Nicola
- Paul Pavel : un homme en rééducation
- Fernando Hilbeck : le mari
- Jean Degrave : le directeur de la clinique